# Maria Centracchio
Maria Centracchio (n. 28 septembrie 1994, Castel di Sangro, Abruzzo, Italia) este o sportivă ce a reprezentat Italia, medaliată olimpică. A participat la o ediție a Jocurilor Olimpice (2020) în care a câștigat o medalie de bronz.